# Castelnovo di Sotto
Castelnovo di Sotto är en ort och kommun i provinsen Reggio Emilia i regionen Emilia-Romagna i Italien. Kommunen hade 8 482 invånare (2018).